# Msamala
Msamala ist ein Verwaltungsbezirk (Ward) des Distrikts Songea (MC) in der tansanischen Region Ruvuma.

## Geografie
Msamala liegt im Südwesten von Tansania. Es ist ein nördlicher Stadtteil der Regionshauptstadt Songea. Er grenzt im Norden an Mshangano, im Osten an Seedfarm, im Südosten an Mjini, im Süden an Bombambili und Mjimwema, im Südwesten an Ruhuwiko und im Westen an Mwengemshindo. Bei der Volkszählung 2022 lebten 33.822 Menschen in 8388 Haushalten auf einer Fläche von 19 Quadratkilometern.

## Gliederung
Der Bezirk besteht aus fünf Stadtteilen (Mtaa):
- Mkuzo
- Oysterbay
- Miembeni
- Making'inda
- Mtaungana

## Infrastruktur
- Bildung: Im Bezirk gibt es acht weiterführende Schulen, zwei staatliche und sechs private.[8]
- Gesundheit: Für die medizinische Betreuung der Bevölkerung sorgen ein staatliches Gesundheitszentrum[9] und drei private Apotheken.[10][11][12]
- Verkehr: Durch den Bezirk verläuft die Nationalstraße von Songea nach Njombe.[13]

## Sehenswürdigkeiten
Der Luhira-Zoo ist ein 1974 gegründetes natürliches Tierreservat. Auf dem 600 Hektar großen Gelände leben Zebras, Paviane, Affen,  Gürteltiere und Schildkröten sowie Reptilien und Vögel.